# Dorel Simion
Dorel Simion (* 13. Februar 1977 in Bukarest) ist ein ehemaliger rumänischer Amateurboxer aus der Minderheit der Roma. Er wurde 1994 Weltmeister der Junioren im Federgewicht, 1995 Europameister der Junioren im Leichtgewicht, 1997 Weltmeister im Halbweltergewicht und 1998 Europameister im Halbweltergewicht. Darüber hinaus gewann er im Jahr 2000, die olympische Bronzemedaille im Weltergewicht.
Er ist der jüngere Bruder des Boxers Marian Simion.

## Werdegang
Er gewann im September 1994 die Junioren-Weltmeisterschaften in Istanbul; er besiegte dabei im Federgewicht Robert Rékási aus Ungarn 11:0, Maik Kulbe aus Deutschland 11:3, Jaroslav Konečný aus Tschechien 13:4, Dimitar Schtiljanow aus Bulgarien 9:0 und Terrance Churchwell aus den USA 7:2. Im Juni 1995 startete er im Leichtgewicht bei den Junioren-Europameisterschaften in Siófok, wo er durch Siege gegen Anatoli Koltschuk aus Moldawien 7:1, István Doharszky aus Ungarn 9:0, Tigran Hakobyan aus Armenien K. o. und Lukáš Konečný aus Tschechien K. o. die Goldmedaille erstritt.
Im Oktober 1997 gewann er in Budapest den Weltmeistertitel im Halbweltergewicht. Er hatte in der Vorrunde den Dänen Thomas Damgaard 11:3 nach Punkten besiegt, schlug im Achtelfinale den Ungar Vilmos Balogh k.o. und setzte sich im Viertelfinale mit 19:7 gegen den Israeli Wjatscheslaw Mayzel durch. Im Halbfinale gewann er erneut gegen den Tschechen Lukáš Konečný deutlich mit 12:1 und siegte im Finale mit 16:5 gegen den Russen Paata Gwasalia.
Eine weitere Goldmedaille im Halbweltergewicht erkämpfte er sich im Mai 1998 bei den Europameisterschaften in Minsk, als er Adrian Șuteu aus Österreich 8:3, Lukáš Konečný aus Tschechien 9:1, Dmitri Pawlutschenko aus Russland 6:2 und Nurhan Süleymanoğlu aus der Türkei 9:3 besiegte. 
Im September 2000 vertrat er Rumänien im Weltergewicht, bei den 27. Olympischen Sommerspielen in Sydney. Durch Siege gegen Ruben Fuchu aus Puerto Rico (K. o.), Roberto Guerra aus Kuba (11:7) und Steven Küchler aus Deutschland (26:14) erreichte er das Halbfinale, wo er gegen Oleg Saitow aus Russland (10:19) unterlag und mit einer Bronzemedaille aus den Spielen ausschied.
Im Juli 2002 erreichte er einen weiteren 3. Platz im Weltergewicht, bei den Europameisterschaften in Perm. Er schlug dabei Jurijs Borejko aus Litauen k.o. und Fırat Karagöllü aus der Türkei 23:8 nach Punkten, ehe er im Halbfinale gegen Olexander Bokalo aus der Ukraine 24:29 unterlag.
Bei den Weltmeisterschaften 2003 schied Simion bereits im ersten Kampf gegen Spas Genow, Bulgarien (5:27), aus und beendete im Anschluss seine Karriere.
Ergebnisse internationaler Turniere (Auswahl)
- Mai 1997: 1. Platz im Halbweltergewicht beim 26. Golden Belt Tournament in Constanța (Finalsieg gegen Virgil Meleg (Rumänien))
- September 1997: 1. Platz im Halbweltergewicht beim 14. Feliks Stamm Memorial in Elbląg (Anthony Hanshaw (USA), Sergei Bykowski (Weißrussland) und Wjatscheslaw Scharapow (Russland))
- März 1998: 1. Platz im Halbweltergewicht bei der 16. Trofeo Italia in Mestre (Soliman Elamari (Norwegen), Malik Cherchari (Frankreich), Sahib Bagirow (Russland) und Ranko Tegeltija (Jugoslawien))
- November 1999: 1. Platz im Weltergewicht beim 28. Golden Belt Tournament in Bukarest (Stanimir Petrow (Bulgarien), Hamlet Petrosyan (Armenien), Malik Cherchari (Frankreich) und Steven Küchler (Deutschland))
- Juni 2002: 1. Platz im Weltergewicht beim 23. Acropolis Cup in Athen (Daniel Happe (England), David Conlon (Irland) und Vilmos Balogh (Ungarn))